# Cecrisa
Cecrisa S/A é uma companhia de sociedade anônima de capital fechado que produz e comercializa produtos com as marcas Cecrisa e Portinari. Tem sede na cidade de Criciúma, Santa Catarina. Foi eleita pelo Great Place to Work Institute (GPTW) como uma das cem melhores empresas para se trabalhar no Brasil.